# Dendrolagus lumholtzi
Il canguro arboricolo di Lumholtz (Dendrolagus lumholtzi Collett, 1884) è un canguro arboricolo dalla costituzione piuttosto robusta diffuso nelle foreste pluviali del Tavolato di Atherton, nel Queensland. È incluso tra le specie prossime alla minaccia dalla IUCN, sebbene alcuni autori locali lo ritengano un animale raro. Prende il nome dall'esploratore norvegese Carl Sofus Lumholtz (1851-1922).
È il più piccolo tra tutti i canguri arboricoli: i maschi pesano in media 7,2 kg e le femmine 5,9. Il corpo misura 480–650 mm e la coda 600–740 mm. Le zampe, molto muscolose, sono ricoperte da una corta pelliccia grigio-brizzolata. Il muso, le dita e l'estremità della coda sono neri.

## Habitat
Questo canguro arboricolo, in gran parte solitario e notturno, vive nelle foreste pluviali montane dell'Australia nord-orientale, dal livello del mare fino a un'altitudine di 800 metri e trascorre più del 99% della sua esistenza nella volta della foresta e sulle cime degli alberi. È particolarmente adattato alla vita arboricola e può compiere salti di 3-6 metri da un ramo all'altro, utilizzando la coda come un timone. Quando si sente minacciato, invece di fuggire sulle cime degli alberi, preferisce gettarsi a terra: è stato visto arrivare incolume sul suolo da un'altezza di 15-18 metri. Si nutre di notte e la sua dieta è composta soprattutto da foglie e frutti.

## Comportamento sociale
Il canguro arboricolo di Lumholtz vive in piccoli gruppi compatti di tre-cinque esemplari, costituiti da un maschio e da femmine in età riproduttiva. Ogni canguro difende il proprio «territorio» e diviene ostile nei confronti di qualsiasi membro dello stesso genere che ne superi i confini (eccezion fatta, sembra, per i maschi dominanti nei confronti dei propri figli dello stesso sesso). Ogni maschio, quindi, protegge il proprio territorio e visita quelli delle femmine del gruppo. L'accoppiamento dura circa venti minuti ed è spesso piuttosto aggressivo.